# Henri Gouraud (informatico)
Henri Gouraud (1944) è un informatico francese.

## Biografia
È l'inventore del Gouraud shading usato nella grafica computerizzata. È nipote del generale Henri Gouraud.
Nel periodo compreso fra il 1964–1967, studiò alla École Centrale Paris. Ricevette il suo dottorato dalla University of Utah College of Engineering nel 1971, lavorando con Dave Evans e Ivan Sutherland, per una dissertazione intitolata Computer Display of Curved Surfaces.
Nel 1971 Gouraud fece la prima CG geometry capture e rappresentazione di una faccia umana nel Wire-frame model e applicò il suo shader per produrre le famose immagini di una faccia umana mostranti l'effetto del suo shading; sono state scattate usando Sylvie Gouraud, sua moglie, come modello.